# Aedes sollicitans
Aedes sollicitans é um espécie de mosquito do Género Aedes, pertencente à família Culicidae.